# 5150: Home 4 tha Sick
5150: Home 4 Tha Sick es el EP debut, lanzado por el rapero Eazy-E el 28 de diciembre de 1992, por las discográficas Ruthless y Priority Records y fue su primer lanzamiento desde la ruptura de N.W.A. "5150: Home 4 Tha Sick" alcanzó el puesto #70 en el Billboard 200, y el puesto #15 en los Top R&B/Hip-Hop Albums. El EP fue certificado Oro por la RIAA el 9 de febrero de 1993. Actualmente, el álbum esta ahora fuera de impresión. Todas las canciones fueron incluidas en la versión remasterizada de Eazy-E, Eazy-Duz-It. "Only If You Want It" fue dado tanto a un solo lanzamiento y el vídeo promocional de la canción. "Neighborhood Sniper" también tenía un vídeo promocional de la canción en libertad.

## Listado de canciones
| N.º | Título                                                                                      | Duración |  |
| 1.  | «Intro: New Year's E-Vil»                                                                   | 0:49     |  |
| 2.  | «Only If You Want It.»                                                                      | 3:09     |  |
| 3.  | «Neighborhood Sniper» (Featuring Kokane and Cold 187um)                                     | 5:14     |  |
| 4.  | «Niggaz My Height Don't Fight»                                                              | 3:14     |  |
| 5.  | «Merry Muthaphuckkin' Xmas» (Featuring Rudy Ray Moore, Menajahtwa, Buckwheat & Atban Klann) | 5:56     |  |

## Personal
- Naughty by Nature – Productor
- Cold 187um – Productor
- Bobby "Bobcat" Ervin – Productor
- Brian "Big Bass" Gardner – MDomino
- Donovan Sound – Ingeniero de sonido, Mezcla.
- Dean Karr – Fotografía

## Posicionamiento
Álbum – Billboard (Note América)
| Año  | Listas                 | Posición |
| ---- | ---------------------- | -------- |
| 1992 | Billboard 200          | #70      |
| 1992 | Top R&B/Hip-Hop Albums | #15      |